# Курцвейл, Аллен
Аллен Курцвейл (англ. Allen Kurzweil; 16 декабря 1960) — американский прозаик, детский писатель, редактор, эссеист, публицист, журналист.

## Биография
Родился в семье еврейских беженцев из Вены. Вырос в Европе и США. Окончил Йельский университет в 1982 году.
Прежде чем обосноваться в Соединённых Штатах, в течение десяти лет работал в качестве журналиста во Франции, Италии и Австралии.
Его первый дебютный роман «A Case of Curiosities» («Шкатулка воспоминаний», 1992), был награждён литературными премиями в Англии, Ирландии, Италии и Франции. Второй роман «The Grand Complication» («Часы зла») был опубликован в 2001 году. Обе книги были включены в ежегодный список бестселлеров «The New York Times».
Отмечены премиями и его детские книги «Leon and the Spitting Image» (2003) и «Leon and the Champion Chip» (2005).
В 2015 году он опубликовал книгу «Whipping Boy: The Forty-Year Search for My Twelve-Year-Old Bully», которая вышла в издательстве «HarperCollins» и в 2016 году была награждена премией Эдгара Аллана По в категории «Best Fact Crime».
Журналист и публицист. Пишет статьи для ряда известных изданий США (The New York Times, Wall Street Journal, Los Angeles Times, Smithsonian, The New Yorker и др.). Является внештатным редактором. Педагог, профессор. Проводит семинары, мастер-классы в Соединенных Штатах и за рубежом.